# Antoine Julen
Antoine Julen, né le 20 février 1898 à Zermatt et mort en août 1982 dans la même ville, est un patrouilleur militaire suisse.
Antoine Julen participe aux Jeux olympiques d'hiver de 1924, organisés à Chamonix en France. Il a le grade de caporal et est premier de la patrouille militaire avec son frère Alphonse Julen ainsi que Alfred Aufdenblatten et Denis Vaucher.